# Francisco Javier Cedena
Francisco Javier Cedena Martínez (* 13. März 1954 in Madrid) ist ein ehemaliger spanischer Radrennfahrer.

## Sportliche Laufbahn
Cedena war im Straßenradsport aktiv. 1972 siegte er in der Straßenmeisterschaft der Junioren. Als Amateur gewann er 1975 zwei Etappen im Rennen Cinturón a Mallorca, 1976 dort eine Etappe (2. Platz in der Gesamtwertung) sowie eine Etappe in der Tour of Ireland (7. Platz in der Gesamtwertung). 1977 bestritt er mit der Nationalmannschaft den Grand Prix Guillaume Tell. 
Von 1977 bis 1983 war er Berufsfahrer. 1979 gewann er das Eintagesrennen Trofeo Elola, 1983 die Etappenrennen Vuelta a Murcia und die Vuelta a Segovia. 
Etappensiege gelangen ihm 1977 in der Mexiko-Rundfahrt, 1979 in der Vuelta a Aragón, 1980 in der Vuelta a La Rioja, 1981 in der Vuelta a España sowie 1982 in der Vuelta a Asturias und in der Vuelta a Segovia 1983. In der Vuelta a España 1981 gewann er die Punktewertung.
Die Vuelta a España bestritt er zweimal. 1981 wurde er 19., 1982 53. 1978 beendete er den Giro d’Italia nicht.